# Mataró
Mataró é um município da Espanha na comarca de Maresme, província de Barcelona, comunidade autónoma da Catalunha, na costa do Mediterrâneo. Tem 22,53 km² de área e em 2021 tinha 129 120 habitantes (densidade: 5 731 hab./km²).
Está situada a cerca de 30 km ao norte da cidade de Barcelona, entre o Mediterrâneo e a serra pré-litoral. Possui uma vegetação composta por pinheiros, carvalhos, sobreiros e arbustos. Situa-se a uns 30–35 km de Barcelona e está rodeada pelas cidades de Argentona, Dosrius, Cabrera de Mar e Sant Andreu de Llavaneres.[carece de fontes?]

## Demografia
| Variação demográfica do município entre 1991 e 2004[carece de fontes?] | Variação demográfica do município entre 1991 e 2004[carece de fontes?] | Variação demográfica do município entre 1991 e 2004[carece de fontes?] | Variação demográfica do município entre 1991 e 2004[carece de fontes?] |
| ---------------------------------------------------------------------- | ---------------------------------------------------------------------- | ---------------------------------------------------------------------- | ---------------------------------------------------------------------- |
| 1991                                                                   | 1996                                                                   | 2001                                                                   | 2004                                                                   |
| 101510                                                                 | 102018                                                                 | 106358                                                                 | 114114                                                                 |